# Jason Cummings
Jason Cummings (* 1. August 1995 in Edinburgh) ist ein schottisch-australischer Fußballspieler. Der als Stürmer spielende Cummings steht seit Januar 2022 bei den Central Coast Mariners in Australien unter Vertrag.

## Vereinskarriere

### Hibernian Edinburgh
Der in Edinburgh geborene Cummings spielte in der Jugend zunächst beim FC Hutchison Vale aus dem Stadtteil Saughton. Danach spielte er bis zum Jahr 2012 in der Youth Academy von Heart of Midlothian. Nach einem kurzen Gastspiel bei Hutchison Vale wechselte Cummings im Sommer 2013 zu Hibernian Edinburgh. Neben Einsätzen in der U-20, für die er in der SPFL Development League 22 Tore erzielen konnte, stand er bereits einige Male im Profikader der Hibs. Sein Debüt als Profi gab Cummings unter Manager Terry Butcher im November 2013 im Ligaspiel der Scottish Premiership gegen Inverness Caledonian Thistle. Für den Verein kam der Angreifer bis zum Saisonende 2013/14 in fünfzehn weiteren Spielen zum Einsatz, blieb dabei aber ohne Torerfolg. Nach dem Abstieg in die zweite Liga am Saisonende konnte Cummings in der Scottish Championship 2014/15 achtzehn Ligatreffer erzielen und sich damit der Titel des Torschützenkönigs sichern. Auch in der Saison 2015/16 gelangen dem 20-Jährigen wieder achtzehn Ligatore, jedoch wurde als Tabellendritter erneut der Aufstieg in die erste Liga verpasst. Erfolgreicher agierte der Verein im Scottish FA Cup 2015/16, den Hibernian durch einen 3:2-Finalerfolg über die Glasgow Rangers gewinnen konnte. Mitte Juni 2016 unterschrieb er einen neuen bis 2020 laufenden Vertrag. In der anschließenden Spielzeit steigerte Cummings seine Torausbeute auf neunzehn Treffer und gewann damit gemeinsam mit Stephen Dobbie den Torschützentitel. Hibernian Edinburgh gewann am Ende der Spielzeit den Meistertitel und schaffte somit nach drei Jahren die Rückkehr in die erste Liga.

### Nottingham Forest
Am 17. Juni 2017 wechselte Jason Cummings zum englischen Zweitligisten Nottingham Forest und unterschrieb einen Dreijahresvertrag. Im Januar 2018 wurde Cummings an die Glasgow Rangers verliehen, danach an Peterborough United.

### Nationalmannschaft
Nach Spielen für die schottische U-19 und U-21 sowie einem Einsatz in der schottischen A-Nationalmannschaft im Jahr 2017, wurde er im September 2022 für zwei Spiele der australischen Nationalmannschaft gegen Neuseeland nominiert. Im zweiten Spiel am 25. September wurde er in der 63. Minute eingewechselt. In der 89. Minute verwandelte er einen Handelfmeter zum 2:0 Endstand.

## Erfolge
- Scottish FA Cup: 2015/16

Individuell:
- Torschützenkönig der Scottish Championship 2014/15 und 2016/17